# Gottes-Garten-Haus

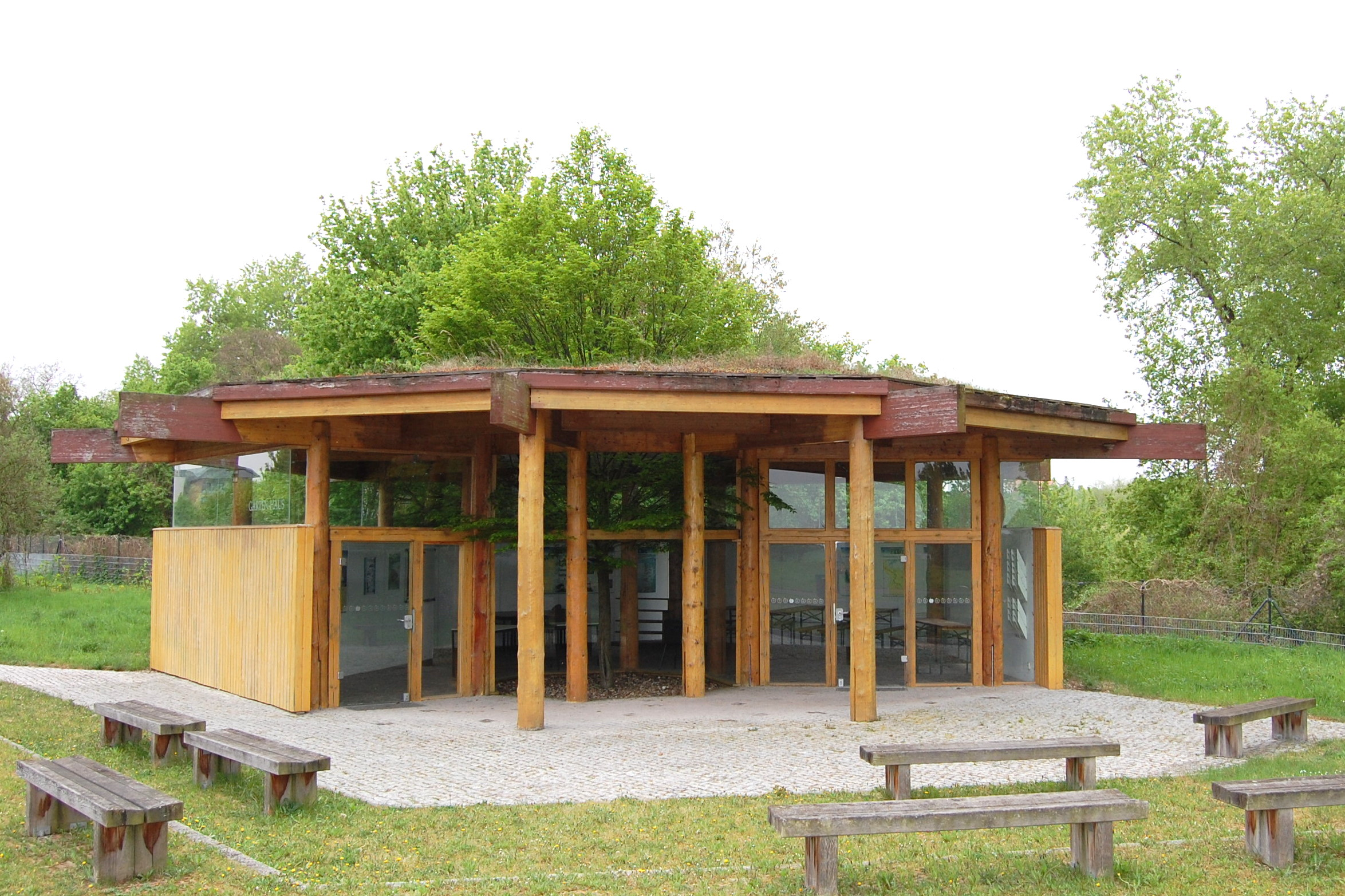
Gottes-Garten-Haus

Als Gottes-Garten-Haus wurde die ehemals ökumenisch genutzte Kirche der Bundesgartenschau 1999 im heutigen Elbauenpark in Magdeburg bezeichnet. Das Gebäude wird nunmehr nur noch Gartenhaus bezeichnet.

## Architektur
Das im südwestlichen Teil des Parkgeländes in der Nähe der Alten Elbe befindliche Gebäude entstand in den Jahren 1998/1999 nach Plänen des Architekten Friedhelm Ribbert. Auf einem achteckigen Grundriss entstand ein pavillonartiges Gebäude. Es dominieren die Baustoffe Holz und Glas. Im Mittelpunkt des Bauwerks befindet sich ein kleiner ebenfalls achteckiger Lichthof, in dessen Mitte eine Hainbuche wächst. Ein Mehrzweckraum öffnet sich durch eine großflächige Verglasung zum Lichthof hin. Auch die beiden dem Eingangsbereich zugewandten Gebäudefronten sind verglast.
Das Dach des Pavillons ist als begrüntes Flachdach gestaltet, über welchem sich die Krone der Hainbuche erhebt. Der Fußboden von Eingangsbereich, Mehrzweckraum und Nebenraum sind mit einem Hirnholzpflaster belegt, welches beim Abriss einer Werkhalle des ehemaligen Magdeburger Armaturenwerkes (MAW) geborgen wurde. Der Fußboden wurde im Jahr 2020 durch normales Pflaster ersetzt und richtig befestigt.

## Ausstattung
Während der Zeit der 25. Bundesgartenschau vom 23. April bis 17. Oktober 1999 war das Gebäude mit einer elektronischen Orgel ausgestattet. Orgel und Tontechnik waren eine Leihgabe der Firma Hoffrichter aus Salzwedel. Im Pavillon wurde ein schlicht wirkendes Kreuz aus Metall, geschaffen durch Werner Nickel aus Nienburg, gezeigt. Der Altar war von Jugendlichen des Berufsbildungswerkes BAJ gestaltet, die Vasen stammten vom Bernburger Keramiker Kwaschik.
Mittlerweile befinden sich vor dem Gebäude zwei Grills und Parkbänke/-tische. Im Inneren wurden Tische und Bänke aufgestellt. Einer der Nebenräume ist mit Wasseranschluss und Kühlschrank ausgestattet, damit das Gartenhaus als Veranstaltungslocation für kleinere private Feiern genutzt werden kann.

## Geschichte
In der Planungsphase des Pavillons wurde das Vorhaben von einer gemeinsamen Kommission von evangelischer und katholischer Kirche in Magdeburg begleitet. Die Benennung geht auf einen Vorschlag des evangelischen Magdeburger Buchhändlers Martin Holtermann zurück und wurde durch die an einen Gartenpavillon erinnernde Bauweise des Gebäudes inspiriert.
Der erste Spatenstich erfolgte am 18. März 1998 im Beisein des damaligen Ministerpräsidenten des Landes Sachsen-Anhalt Reinhard Höppner. Die Eröffnung fand am 25. April 1999 mit einem ökumenischen Gottesdienst statt. Eine intensive Nutzung fand dann im Zeitraum der Bundesgartenschau statt. Täglich um 12:00 Uhr fand eine Kurzandacht statt, jeden Sonntag um 12:00 Uhr ein Gottesdienst. Hinzu kamen weitere Veranstaltungen und Konzerte.